# Lectura Dantis

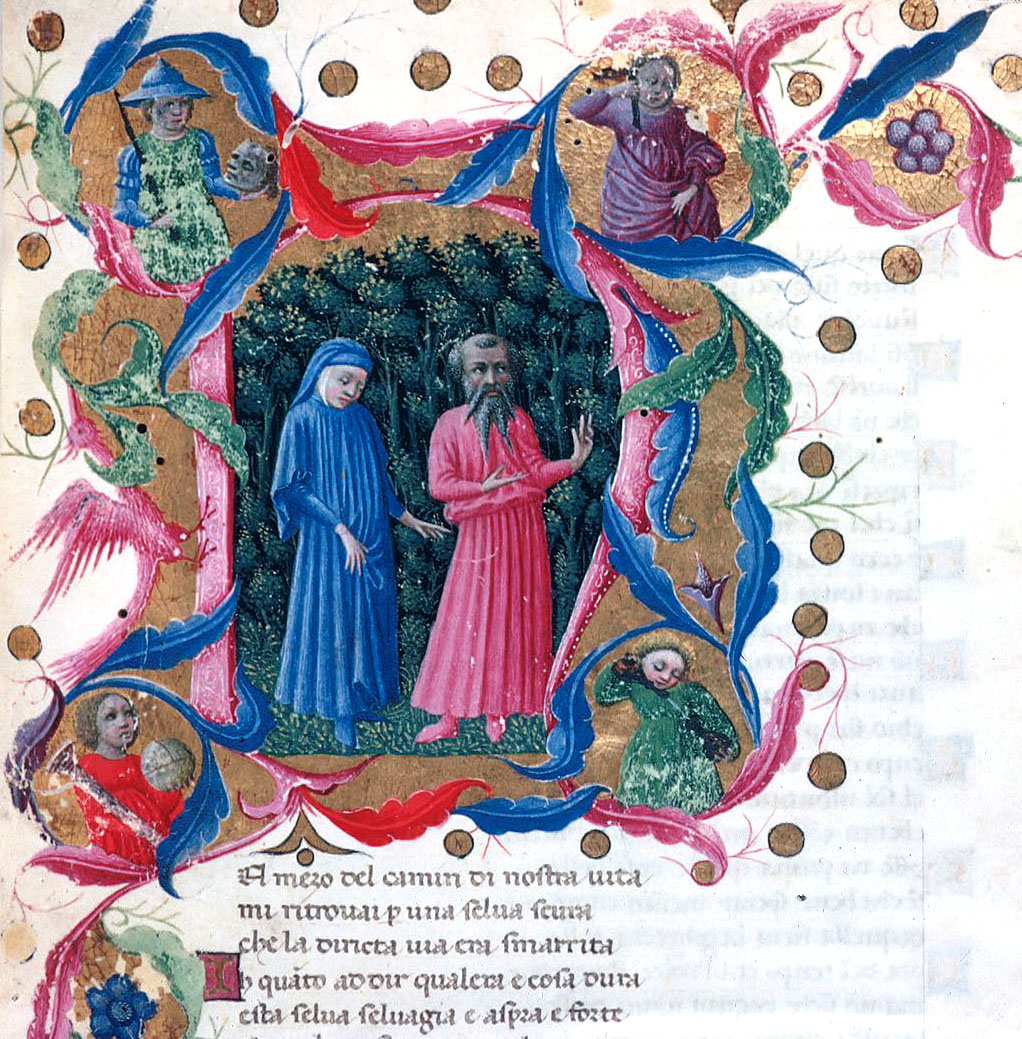
Dante et Virgile, enluminure de Priamo della Quercia (XVe siècle) pour le codex de la Divine Comédie conservé à la British Library de Londres.
----
Nel mezzo del cammin di nostra vita
mi ritrovai per una selva oscura,
ché la diritta via era smarrita.
1ers vers du chant I de l'Enfer
[...]
ma già volgeva il mio disio e 'l velle,
sì come rota ch'igualmente è mossa,
l'amor che move il sole e l'altre stelle.
Derniers vers du chant XXXIII du Paradis
----
Alessandro Sorrentino lit le
chant XXXIII du Paradis.

La Lectura Dantis est la tradition de la déclamation ou de la lecture publique, commentée ou non, de l'œuvre de Dante Alighieri et en particulier de sa Divine Comédie.

## Structure
La Lectura Dantis comprend aussi bien la déclamation des vers que leur commentaire. À toutes les époques, la récitation des chants de la Divine Comédie, considérée comme une interprétation exégitique, a favorisé la réflexion critique sur l'œuvre de Dante, contribuant à sa diffusion et au développement de son étude.

## Historique
La tradition fait remonter la Lectura Dantis aux leçons que Boccace commença à donner à Orsanmichele à Florence à partir du 23 octobre 1373.
En Italie, la pratique de la déclamation (lectura expressive) et celle du commentaire (lectura exégétique) se sont développées indépendamment au cours du XXe siècle, donnant lieu à des traditions exégétiques distinctes (Lectura Dantis ravennate, génoise, romaine, etc.), la déclamation s'orientant vers des performances de plus en plus théâtrales comme les interprétations de Vittorio Gassman, de facture classique et conférant une tension dramatique au tissu poétique, de Carmelo Bene, axée sur le rapport sonore et musical entre la voix et la terzina dantesca, ou de Roberto Benigni très populaire.
En France, le professeur Carlo Ossola de la chaire de littératures modernes de l'Europe néolatine, a donné durant trois ans au Collège de France une série de Lecturæ Dantis consacrées aux trois cantiche de la Divine Comédie : l'Enfer (2009-2010), le Purgatoire (2010-2011) et le Paradis (2011-2012).